# Linhomoeus elongatus
Linhomoeus elongatus är en rundmaskart som beskrevs av Bastian 1865. Linhomoeus elongatus ingår i släktet Linhomoeus och familjen Linhomoeidae. Arten är reproducerande i Sverige. Inga underarter finns listade i Catalogue of Life.